# Olympische Sommerspiele 1952
| Medaillenspiegel               | Medaillenspiegel   | Medaillenspiegel | Medaillenspiegel | Medaillenspiegel | Medaillenspiegel |
| Platz                          | Land               | G                | S                | B                | Ges.             |
| ------------------------------ | ------------------ | ---------------- | ---------------- | ---------------- | ---------------- |
| 1                              | Vereinigte Staaten | 40               | 19               | 17               | 76               |
| 2                              | Sowjetunion        | 22               | 30               | 19               | 71               |
| 3                              | Ungarn             | 16               | 10               | 16               | 42               |
| 4                              | Schweden           | 12               | 13               | 10               | 35               |
| 5                              | Italien            | 8                | 9                | 4                | 21               |
| 6                              | Tschechoslowakei   | 7                | 3                | 3                | 13               |
| 7                              | Frankreich         | 6                | 6                | 6                | 18               |
| 8                              | Finnland           | 6                | 3                | 13               | 22               |
| 9                              | Australien         | 6                | 2                | 3                | 11               |
| 10                             | Norwegen           | 3                | 2                | –                | 5                |
| 11                             | Schweiz            | 2                | 6                | 6                | 14               |
| …                              | …                  | …                | …                | …                | …                |
| 28                             | Deutschland        | –                | 7                | 17               | 24               |
| 32                             | Österreich         | –                | 1                | 1                | 2                |
| Vollständiger Medaillenspiegel |                    |                  |                  |                  |                  |

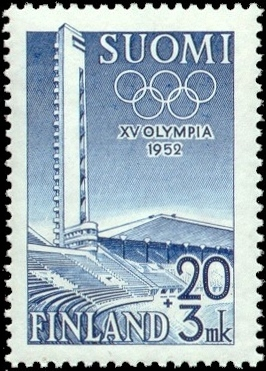
Das Olympiastadion Helsinki auf einer finnischen Briefmarke

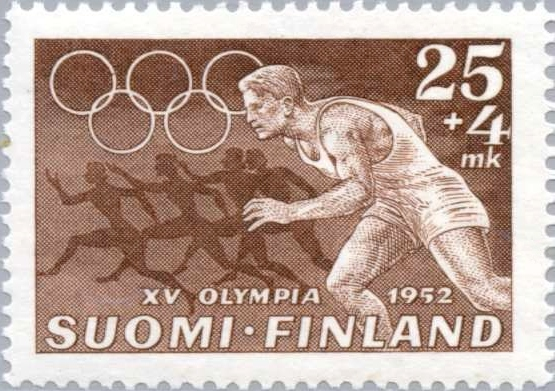
Finnische Briefmarke zu den Olympischen Sommerspielen

Die Olympischen Sommerspiele 1952 (offiziell Spiele der XV. Olympiade genannt) fanden vom 19. Juli bis 3. August 1952 in Helsinki statt, der Hauptstadt Finnlands. Hauptwettkampfstätte war das Olympiastadion Helsinki. Für die Sowjetunion war es die erste Teilnahme. Mannschaften aus Japan und Deutschland (BRD und Saarland traten separat an, die DDR nahm nicht teil) durften erstmals seit dem Zweiten Weltkrieg wieder teilnehmen.
Helsinki hatte sich bereits für die Olympischen Sommerspiele 1940 beworben und erhielt den Zuschlag, nachdem Tokio diesen wieder zurückgegeben hatte. Bedingt durch den Angriff der Sowjetunion und den Zweiten Weltkrieg mussten die Spiele jedoch abgesagt werden.

## Selektion Helsinki
Diese erfolgte am 21. Juni 1947 bei der 40. IOC-Session in Stockholm. Andere Kandidatenstädte waren Los Angeles, Minneapolis, Detroit, Chicago, Philadelphia (alle USA) und Amsterdam (Niederlande).

## Herausragende Sportler
- Der Läufer Emil Zátopek aus der Tschechoslowakei stellte einen noch heute gültigen Rekord auf. Nach ihm gelang es keinem anderen, sowohl über 5000 und 10.000 Meter als auch im Marathon eine Goldmedaille bei denselben Olympischen Sommerspielen zu erringen.
- Erfolgreichster Sportler war der sowjetische Kunstturner Wiktor Tschukarin mit vier Goldmedaillen und zwei Silbermedaillen.

## Teilnehmer
Insgesamt nahmen 69 Nationen an den Olympischen Sommerspielen 1952 teil und damit mehr als jemals zuvor. Die Einladungen wurden sogar an 80 Nationen geschickt, wobei jedoch nur 73 Anfragen beantwortet wurden. Paraguay und Peru lehnten ab. Die Republik China sagte zunächst zu, zwei Tage vor dem Beginn wurde aber bekannt, dass das Olympische Komitee Athleten der Volksrepublik China ebenfalls zugelassen hatte. Aus Protest sagte die Republik China daraufhin zwei Tage vor Beginn ihre Teilnahme ab. Dies war der Beginn eines lange Jahre andauernden Konflikts zwischen den beiden Nationen bei Olympischen Spielen. Tatsächlich trat die Volksrepublik China erst bei den Olympischen Winterspielen 1980 wieder an. Daneben sagte Haiti ebenfalls seine Teilnahme ab, beschloss jedoch, sich an der an die Spiele angeschlossenen Kunstausstellung zu beteiligen.

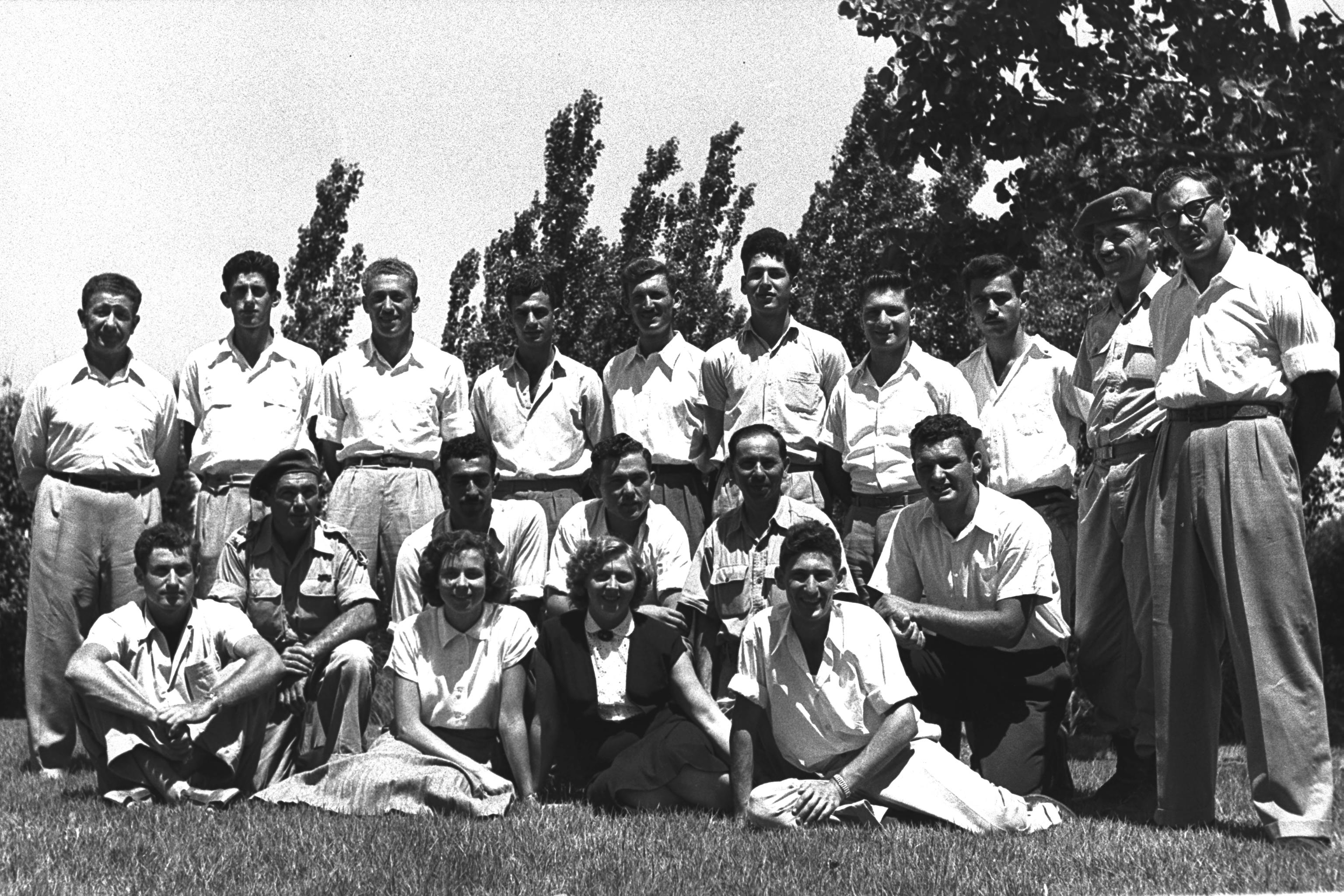
Die erste israelische Olympiamannschaft

Guatemala, Indonesien, Israel, Goldküste (Ghana), Nigeria, Thailand und Vietnam feierten ihr Debüt bei den Olympischen Sommerspielen. Ebenso trat erstmals die Sowjetunion an. Die Vorgängernation Russland hatte zuletzt an den Olympischen Sommerspielen 1912 teilgenommen. Auch erstmals durften die Niederländischen Antillen mit eigener Delegation anreisen. Auf Grund der deutschen Teilung gab es eine Sonderregelung für Deutschland. Sowohl die Bundesrepublik Deutschland als auch die Deutsche Demokratische Republik hatten ein eigenes Nationales Olympisches Komitee gegründet. Jedoch wurde das Nationale Olympische Komitee der DDR nicht vom IOC anerkannt. Vielmehr sollte Deutschland als eine Nation unter der Führung des Nationalen Olympischen Komitee für Deutschland antreten. Dies lehnte die DDR jedoch noch ab und entsandte keine Athleten nach Helsinki. Im Gegensatz zur Situation einer olympischen Delegation für ein Gesamtdeutschland wurde das unter französischer Protektion stehende Saarland bereits 1950 als selbstständige olympische Nation anerkannt und wurde vom IOC für Helsinki eingeladen. Insgesamt 36 Wettkämpfer aus dem Saarland nahmen an den Spielen teil, konnten aber keine Medaille gewinnen.
Während bei den Olympischen Sommerspielen 1948 in London noch eine gesamtkoreanische Mannschaft antrat, wurde Korea diesmal ausschließlich von südkoreanischen Sportlern vertreten.
| Europa (3.471 Athleten aus 30 Nationen) | Europa (3.471 Athleten aus 30 Nationen) | Europa (3.471 Athleten aus 30 Nationen) |
| --- | --- | --- |
| - Belgien (135) - Bulgarien (63) - Dänemark (129) - BR Deutschland* (205) - Finnland (258) - Frankreich (245) - Griechenland (53) - Großbritannien (257) - Irland (19) - Island (9) | - Israel* (26) - Italien (231) - Jugoslawien (96) - Liechtenstein (2) - Luxemburg (44) - Monaco (8) - Niederlande (104) - Norwegen (102) - Österreich (112) - Polen (125) | - Portugal (71) - Rumänien (114) - Saarland* (36) - Schweden (206) - Schweiz (157) - Sowjetunion* (295) - Spanien (30) - Tschechoslowakei (99) - Türkei (51) - Ungarn (189) |
| Amerika (913 Athleten aus 18 Nationen) | | |
| - Argentinien (123) - Bahamas* (7) - Bermuda (6) - Brasilien (97) - Britisch-Guayana (1) - Chile (59)                                                                               | - Guatemala* (21) - Jamaika (8) - Kanada (107) - Kuba (29) - Mexiko (64) - Niederländische Antillen* (11)                                                                 | - Panama (1) - Puerto Rico (21) - Trinidad und Tobago (2) - Uruguay (32) - Venezuela (38) - Vereinigte Staaten (286)                                                        |
| Asien (290 Athleten aus 15 Nationen) | | |
| - Birma (5) - Ceylon (5) - China, Volksrepublik (1) - Hongkong* (4) - Indien (69)                                                                                                   | - Iran (22) - Japan (69) - Korea, Republik (19) - Libanon (9) - Niederländisch-Indien* (3)                                                                                | - Pakistan (38) - Philippinen (25) - Singapur (5) - Thailand* (8) - Vietnam, Republik* (8)                                                                                  |
| Afrika (288 Athleten aus 4 Nationen) | | |
| - Ägypten (106) - Goldküste* (7) | - Nigeria* (9) | - Südafrikanische Union (64) |
| Ozeanien (102 Athleten aus 2 Nationen) | | |
| - Australien (87) | - Neuseeland (15) | |
| (Anzahl der Athleten) *erstmalige Teilnahme an Sommerspielen | | |

## Sonstiges

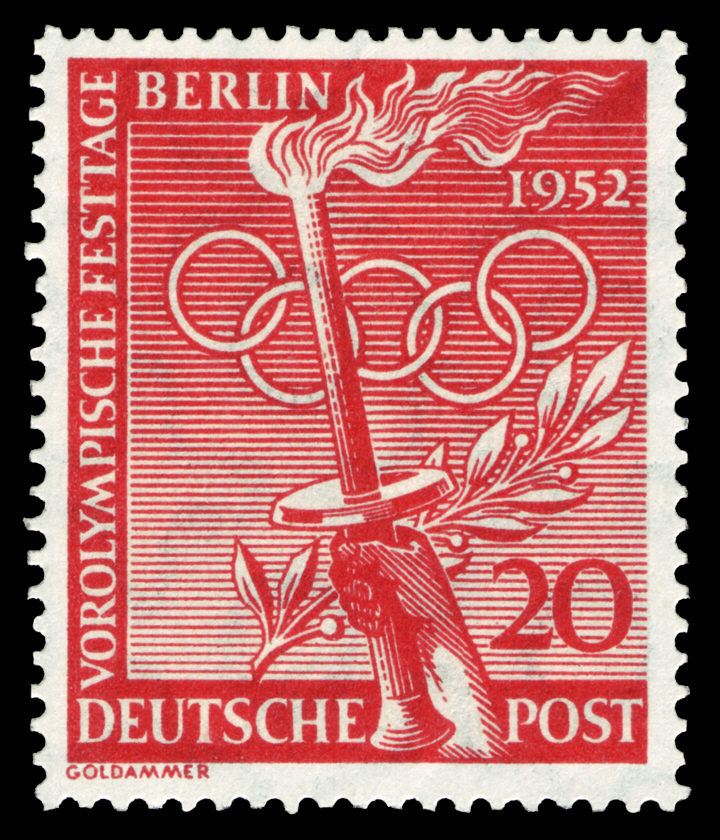
Briefmarke der Deutschen Bundespost Berlin (1952) zu den vorolympischen Festtagen

- Offiziell eröffnet wurden die Spiele durch den finnischen Präsidenten Juho Kusti Paasikivi. Den Athleteneid sprach der finnische Turner Heikki Savolainen. Letzter Fackelträger war der finnische Leichtathlet Paavo Nurmi.
- Die bundesdeutsche Mannschaft war unter der Leitung von Siegfried Perrey an der Marinesportschule in Flensburg-Mürwik trainiert worden; es war das letzte Mal, dass diese Schule eine wesentliche Rolle in der Vorbereitung zu Olympischen Sommerspielen einnahm. Während der Spiele wurden 7 Silbermedaillen und 17 Bronzemedaillen errungen, jedoch zum ersten und bisher einzigen Mal bei Sommerspielen keine einzige Goldmedaille.
- Ungarn schnitt mit 42 Medaillen, damit Rang 3 im Medaillenspiegel hinter den beiden „Großen“ (USA, Sowjetunion), hervorragend ab.
- Den einzigen Olympiasieg für Japan errang der Ringer Shōhachi Ishii im Bantamgewicht. Zudem gab es noch sechsmal Silber und zweimal Bronze für Japan.
- Zum ersten und bisher einzigen Mal gewann Luxemburg (Stand 2016) eine olympische Goldmedaille (Josy Barthel im 1500-Meter-Lauf) in einem olympischen Sportwettbewerb.
- Die Sowjetunion belegte gleich den zweiten Platz im Medaillenspiegel. Auf politischen Druck des sowjetischen NOK wurde eigens für die sowjetischen Sportler ein separates olympisches Dorf eingerichtet.
- Ganz ohne Medaillengewinn blieben alle übrigen debütierenden Länder: Guatemala, Indonesien, Israel, Goldküste (Ghana), Nigeria, Thailand und Vietnam.
- Carlo Pedersoli, später unter dem Pseudonym Bud Spencer als Schauspieler bekannt geworden, nahm ebenfalls an den Spielen teil; er schied allerdings im Halbfinale beim 100-Meter-Freistilschwimmen (58,9 s) als Fünfter seines Laufes mit der insgesamt zwölftbesten Zeit aus.
- Am 3. Februar 1952 hob die finnische Regierung den Visumzwang für Teilnehmer und Besucher der Olympischen Sommerspiele 1952 in Helsinki auf, um den «Olympia-Tourismus» zu erleichtern.
- Ein bleibendes Produkt der Olympischen Spiele 1952 war der bis heute beliebte Longdrink Lonkero.

## Wettkampfprogramm
Insgesamt wurden 149 Wettbewerbe (113 für Männer, 25 für Frauen und 11 offene Wettbewerbe) in 17 Sportarten/23 Disziplinen ausgetragen. Das waren 13 Wettbewerbe mehr als in London 1948 – die Anzahl der Sportarten/Disziplinen blieb gleich. Nachfolgend die Änderungen zu im Detail:
- Im Boxen wurden die beiden Gewichtsklassen Halbwelter- und Halbmittelgewicht hinzugefügt.
- Im Gewichtheben wurde die Gewichtsklasse Mittelschwergewicht hinzugefügt.
- Beim Modernen Fünfkampf kam der Mannschaftswettkampf hinzu.
- In der Dressur wurden die Männerwettbewerbe (Einzel und Mannschaft) in offene Wettbewerbe umgewandelt.
- Beim Schießen erweiterten die Männerklassen Kleinkalibergewehr Dreistellungskampf und Kleinkalibergewehr Laufender Hirsch 100 m Einzel- und Doppelschuss das Programm – darüber hinaus wurde Trap für Männer wieder olympisch.
- Beim Segeln ersetzten die offene Klassen Finn-Dinghy und 5,5-m-R-Klasse die offenen Klassen Swallow und Firefly.
- Im Gerätturnen wurde das Programm für Frauen um die Geräte Boden, Schwebebalken, Sprung und Stufenbarren erweitert. Darüber hinaus kamen der Einzelmehrkampf und Gruppengymnastik für Frauen dazu.

### Olympische Sportarten/Disziplinen
- Basketball Gesamt (1) = Männer (1)
- Boxen Gesamt (10) = Männer (10)
- Fechten Gesamt (7) = Männer (6)/Frauen (1)
- Fußball Gesamt (1) = Männer (1)
- Gewichtheben Gesamt (7) = Männer (7)
- Hockey Gesamt (1) = Männer (1)
- Kanu Gesamt (9) = Männer (8)/Frauen (1)
- Leichtathletik Gesamt (33) = Männer (24)/Frauen (9)
- Moderner Fünfkampf Gesamt (2) = Männer (2)
- Radsport
  -  Bahn Gesamt (4) = Männer (4)
  -  Straße Gesamt (2) = Männer (2)
- Reiten
  -  Dressur Gesamt (2) = Offen (2)
  -  Springen Gesamt (2) = Männer (2)
  -  Vielseitigkeit Gesamt (2) = Männer (2)
- Ringen
  -  Freistil Gesamt (8) = Männer (8)
  -  Griechisch-römisch Gesamt (8) = Männer (8)
- Rudern Gesamt (7) = Männer (7)
- Schießen Gesamt (7) = Männer (7)
- Schwimmsport
  -  Schwimmen Gesamt (11) = Männer (6)/Frauen (5)
  -  Wasserball Gesamt (1) = Männer (1)
  -  Wasserspringen Gesamt (4) = Männer (2)/Frauen (2)
- Segeln Gesamt (5) = Offen (5)
- Turnen Gesamt (15) = Männer (8)/Frauen (7)

Anzahl der Wettkämpfe in Klammern

### Zeitplan
| Zeitplan                  | Zeitplan           | Zeitplan | Zeitplan | Zeitplan | Zeitplan | Zeitplan | Zeitplan | Zeitplan | Zeitplan | Zeitplan | Zeitplan | Zeitplan | Zeitplan | Zeitplan | Zeitplan | Zeitplan | Zeitplan | Zeitplan | Zeitplan | Zeitplan | Zeitplan | Zeitplan | Zeitplan           |
| Disziplin                 | Disziplin          | Mo. 14.  | Di. 15.  | Mi. 16.  | Do. 17.  | Fr. 18.  | Sa. 19.  | So. 20.  | Mo. 21.  | Di. 22.  | Mi. 23.  | Do. 24.  | Fr. 25.  | Sa. 26.  | So. 27.  | Mo. 28.  | Di. 29.  | Mi. 30.  | Do. 31.  | Fr. 1.   | Sa. 2.   | So. 3.   | Ent- schei- dungen |
| Disziplin                 | Disziplin          | Juli     | Juli     | Juli     | Juli     | Juli     | Juli     | Juli     | Juli     | Juli     | Juli     | Juli     | Juli     | Juli     | Juli     | Juli     | Juli     | Juli     | Juli     | August   | August   | August   | Ent- schei- dungen |
| ------------------------- | ------------------ | -------- | -------- | -------- | -------- | -------- | -------- | -------- | -------- | -------- | -------- | -------- | -------- | -------- | -------- | -------- | -------- | -------- | -------- | -------- | -------- | -------- | ------------------ |
| Eröffnungsfeier           |                    |          |          |          |          |          |          |          |          |          |          |          |          |          |          |          |          |          |          |          |          |          |                    |
| Basketball                | Basketball         |          |          |          |          |          |          |          |          |          |          |          |          |          |          |          |          |          |          |          | 1        |          | 1                  |
| Boxen                     | Boxen              |          |          |          |          |          |          |          |          |          |          |          |          |          |          |          |          |          |          |          | 10       |          | 10                 |
| Fechten                   | Fechten            |          |          |          |          |          |          |          |          | 1        |          | 1        |          | 1        | 1        | 1        |          | 1        |          | 1        |          |          | 7                  |
| Fußball                   | Fußball            |          |          |          |          |          |          |          |          |          |          |          |          |          |          |          |          |          |          |          | 1        |          | 1                  |
| Gewichtheben              | Gewichtheben       |          |          |          |          |          |          |          |          |          |          |          | 2        | 2        | 3        |          |          |          |          |          |          |          | 7                  |
| Hockey                    | Hockey             |          |          |          |          |          |          |          |          |          |          | 1        |          |          |          |          |          |          |          |          |          |          | 1                  |
| Kanu                      | Kanu               |          |          |          |          |          |          |          |          |          |          |          |          |          | 4        | 5        |          |          |          |          |          |          | 9                  |
| Leichtathletik            | Leichtathletik     |          |          |          |          |          |          | 3        | 5        | 4        | 3        | 6        | 2        | 4        | 6        |          |          |          |          |          |          |          | 33                 |
| Moderner Fünfkampf        | Moderner Fünfkampf |          |          |          |          |          |          |          |          |          |          |          | 2        |          |          |          |          |          |          |          |          |          | 2                  |
| Radsport                  | Bahn               |          |          |          |          |          |          |          |          |          |          |          |          |          |          |          | 1        |          | 3        |          |          |          | 4                  |
| Radsport                  | Straße             |          |          |          |          |          |          |          |          |          |          |          |          |          |          |          |          |          |          |          | 2        |          | 2                  |
| Reitsport                 | Dressur            |          |          |          |          |          |          |          |          |          |          |          |          |          |          |          | 2        |          |          |          |          |          | 2                  |
| Reitsport                 | Springen           |          |          |          |          |          |          |          |          |          |          |          |          |          |          |          |          |          |          |          |          | 2        | 2                  |
| Reitsport                 | Vielseitigkeit     |          |          |          |          |          |          |          |          |          |          |          |          |          |          |          |          |          |          |          | 2        |          | 2                  |
| Ringen                    | Freistil           |          |          |          |          |          |          |          |          |          | 8        |          |          |          |          |          |          |          |          |          |          |          | 8                  |
| Ringen                    | Griech.-röm.       |          |          |          |          |          |          |          |          |          |          |          |          |          | 8        |          |          |          |          |          |          |          | 8                  |
| Rudern                    | Rudern             |          |          |          |          |          |          |          |          |          | 7        |          |          |          |          |          |          |          |          |          |          |          | 7                  |
| Schießen                  | Schießen           |          |          |          |          |          |          |          |          |          |          |          | 1        | 1        | 1        | 1        | 3        |          |          |          |          |          | 7                  |
| Schwimmsport              | Schwimmen          |          |          |          |          |          |          |          |          |          |          |          |          |          | 1        | 1        | 2        | 1        | 1        | 2        | 3        |          | 11                 |
| Schwimmsport              | Wasserball         |          |          |          |          |          |          |          |          |          |          |          |          |          |          |          |          |          |          |          | 1        |          | 1                  |
| Schwimmsport              | Wasserspringen     |          |          |          |          |          |          |          |          |          |          |          |          |          |          | 1        |          | 1        |          | 1        | 1        |          | 4                  |
| Segeln                    | Segeln             |          |          |          |          |          |          |          |          |          |          |          |          |          |          | 5        |          |          |          |          |          |          | 5                  |
| Turnen                    | Turnen             |          |          |          |          |          |          |          | 8        |          | 6        | 1        |          |          |          |          |          |          |          |          |          |          | 15                 |
| Schlussfeier              |                    |          |          |          |          |          |          |          |          |          |          |          |          |          |          |          |          |          |          |          |          |          |                    |
| Demonstrationswettbewerbe |                    |          |          |          |          |          |          |          |          |          |          |          |          |          |          |          |          |          |          |          |          |          |                    |
| Feldhandball              |                    |          |          |          |          |          |          |          |          |          |          |          |          |          |          |          |          |          |          |          |          |          |                    |
| Pesäpallo                 |                    |          |          |          |          |          |          |          |          |          |          |          |          |          |          |          |          |          |          |          |          |          |                    |
| Entscheidungen            | Entscheidungen     |          |          |          |          |          |          | 3        | 13       | 4        | 24       | 7        | 5        | 5        | 16       | 8        | 8        | 2        | 4        | 3        | 9        | 2        | 113                |
|                           |                    | Mo. 14.  | Di. 15.  | Mi. 16.  | Do. 17.  | Fr. 18.  | Sa. 19.  | So. 20.  | Mo. 21.  | Di. 22.  | Mi. 23.  | Do. 24.  | Fr. 25.  | Sa. 26.  | So. 27.  | Mo. 28.  | Di. 29.  | Mi. 30.  | Do. 31.  | Fr. 1.   | Sa. 2.   | So. 3.   |                    |
| Juli                      | Juli               | Juli     | Juli     | Juli     | Juli     | Juli     | Juli     | Juli     | Juli     | Juli     | Juli     | Juli     | Juli     | Juli     | Juli     | Juli     | Juli     | August   | August   | August   |          |          |                    |

Farblegende

## Demonstrationssportarten
Neben dem olympischen Programm wurde in zwei Sportarten je ein Spiel zu Demonstrationszwecken vorgeführt:
Im Feldhandball auf dem Großfeld mit elf Spielern spielte die schwedische Mannschaft gegen die dänische Mannschaft und gewann vor 13.175 Zuschauern mit 19:11. Schweden und Dänemark waren die beiden erstplatzierten Teams bei der Feldhandball-Weltmeisterschaft 1948 gewesen. Schiedsrichter der Partie war der deutsche Siegfried Perrey.
Im Pesäpallo, der finnischen Baseballvariante, traten zwei finnische Teams gegeneinander an. Suomen Pesäpalloliitto gewann vor 19.309 Zuschauern mit 8:4 gegen Työväen Urheiluliitto.